# Llengües amazigues orientals
Les llengües amazigues orientals són un subgrup de les llengües amazigues, parlades a parts de Líbia i Egipte. Les llengües classificables com a amazigues orientals són el nafusi, el sokna (sawknah, foqaha), el siwi, l'awjilah i el ghadamès (Ethnologue classifica la primera i l'última com llengües zenetes).

## Classificació
La posició de les llengües amazigues orientals dins de les llengües amazigues resulta difícil. Per a alguns autors constitueixen una branca primària diferenciada de les altres branques. No obstant això, des del punt de vista de la similitud lèxica podrien formar juntament amb algunes les llengües zenetes més orientals un grup coordinat amb dins de l'amazic septentrional.
La classificació interna també ha estat discutida. Ethnologue classifica com a llengües orientals només tres llengües: el sawknah (sokna, foqaha), l'awjilah i el siwi o siwa. Considerant que les dues primera formen un grup. No obstant això, la conservació del fonema /β/ del protoberber en ghadamès i awjila apunta al fet que la classificació d' Ethnologue no és correcta.
Una classificació millor fonamentada considera que el grup oriental estaria constituït per dos subgrups:
- Ghadamès-Awjila (β-Berber). Aquestes dues llengües són les úniques llengües amazigues que conserven el fonema protoberber /β/ com /β/[3] que en la resta de l'amazic desapareix o passa a h.
- Siwi-Sokna-Nafusi. Aquest grup comparteix algunes innovacions amb les llengües zenetes, i uns altres (ex. el canvi de ă a ə[4] i la pèrdua de β[3]) amb les llengües amazigues septentrionals.

Blench (ms, 2006) va llistar les següents com a llengües separades, amb els dialectes entre parèntesis: com a Ethnologue, classifica el nafusi com a zenete oriental.
- Siwi
- Awjila
- Sokna
- Ghadamès
- Zurg (a Kufra)
- Fezzan (Tmessa, Al-Foqaha)

El "Lingvarium Project" (2005) cita dues llengües addicionals: la llengua extingida d'Al-Jaghbub, i l'encara parlada llengua amaziga de Tmessa, un oasi situat al nord del districte de Murzuq. Blažek (1999) considera la llengua parlada a Tmessa un dialecte del Fezzan.